# Falka Sámuel
Bikfalvi Falka Sámuel (Fogaras, 1766. május 4. – Buda, 1826. január 20.) betűmetsző, rajzoló, rézmetsző.

## Élete
Erdélyben nemes családba született. Székelyudvarhelyen és Szebenben járt iskolába. A rajzolásban Neuhauser Ferenc rajztanár volt a mentora. 
1791-ben gróf Teleki Sámuel pártfogásával Bécsbe utazott. A bécsi képzőművészeti akadémiára járt, a betűmetszést pedig a cs. kir. pénzverdében sajátította el. 1795-ben az akadémián jutalomban részesítették. Ekkor jelent meg gr. Teleki Sámuel marosvásárhelyi könyvtárának nyomtatott katalógusa, melynek betűit ő metszette. 1798-ig tökéletesítette a tudását a bécsi akadémián "a királyi fenség beleegyezésével az erdélyi kormányzat által utalványozott költségen".
1789-ben kinevezték a budai egyetemi nyomda betűöntödéjének igazgatójává.

## Rézmetszetei
- gróf Teleki László arcképe
- gróf Suvarow orosz tábornagy arcképe
- Cornides Dániel arcképe
- Éder József arcképe

## Írása
Tudósító leveleket írt az Erdélyi Múzeum című lapba (V. 1816).